# Носовцы (Винницкая область)
Но́совцы (укр. Носівці) — село на Украине, находится в Гайсинском районе Винницкой области.
Код КОАТУУ — 0520885203. Население по переписи 2001 года составляет 1046 человек. Почтовый индекс — 23710. Телефонный код — 4334.
Занимает площадь 3,477 км².

## Адрес местного совета
23710, Винницкая область, Гайсинский р-н, с.Носовцы, ул.Ставкова, 5, тел. 74-2-45.
В Носовцах главный доход жильцам дает сельское хозяйство. На территории работает ТОВ Зернопродукт.